# ورزشگاه کینگ بودوئن
 ورزشگاه کینگ بودوئن  (به هلندی: King Baudouin Stadium)، (به فرانسوی: Stade Roi Baudouin) که در گذشته با نام هیسل شناخته می‌شد؛ ورزشگاهی در شهر بروکسل و ورزشگاه خانگی تیم ملی فوتبال بلژیک است.
این ورزشگاه در سال ۱۹۳۰ میلادی ساخته شده، ظرفیت آن ۵۰٬۰۲۴ است.
ورزشگاه کینگ بودوئن میزبان چهار فینال لیگ قهرمانان اروپا و چهار فینال جام در جام اروپا بوده است. بیشترین حضور تماشاگران در این ورزشگاه ۶۶٬۰۰۰ نفر در سال ۱۹۵۸ میلادی بوده است.

## فاجعه ۱۹۸۵
یک ساعت قبل از شروع مسابقه، در فینال جام باشگاه‌های اروپا در سال ۱۹۸۵ در ورزشگاه هیسل، تماشاگران لیوپول با شکستن فنس‌هایی که میان آنان و طرفداران یوونتوسی‌ها برای جدایی و جلوگیری از کشمکش و درگیری قرار داده شده ود به طرفداران یووونتوس حمله‌ور شده و آن‌ها را مورد ضرب و شتم قرار دادند، یوونتوسی‌ها که انتظار این حرکت را از لیورپولی‌ها نداشتند ناچار با آنها درگیر شده و به ناگاه عقب‌نشینی کردند؛ فشار یوونتوسی‌ها به دیوارهای پیرامون ورزشگاه، منجر به ویرانی آن گشت و باعث شد که روی سر آن‌ها ویران گردد. در پی این حادثه ۳۹ نفر که اکثراً از طرفداران یوونتوس بودند، به کام مرگ رفتند.